# Sander Moen Foss
Sander Moen Foss (Barkåker, 31 dicembre 1998) è un calciatore norvegese, difensore del Lillestrøm.

## Carriera

### Club
Moen Foss è cresciuto nelle giovanili dello Stokke. Successivamente, è passato all'Eik-Tønsberg, per cui ha esordito in 3. divisjon. Nel 2016 è stato tesserato dal Sandefjord, che lo ha aggregato alle proprie giovanili. Il 13 aprile 2016 si è accomodato in panchina con la prima squadra, in occasione della vittoria per 0-8 in casa dell'Halsen, sfida valida per il primo turno del Norgesmesterskapet.
A luglio 2016, Moen Foss è passato al Tønsberg con la formula del prestito. Il 5 luglio ha quindi esordito in 2. divisjon, nella vittoria casalinga per 2-1 sullo Strømsgodset 2. Al termine della stagione, la squadra è retrocessa in 3. divisjon e il prestito di Moen Foss è stato rinnovato per il nuovo campionato. A luglio 2017 ha fatto ritorno al Sandefjord.
Il 18 aprile 2018 ha debuttato con questa maglia, trovando anche una rete nel successo per 1-6 in casa della sua ex squadra dell'Eik-Tønsberg, nel primo turno del Norgesmesterskapet. Non ha giocato alcuna partita in campionato, che si è concluso con la retrocessione del Sandefjord in 1. divisjon.
Il 16 maggio 2019 ha disputato quindi la prima partita in questa divisione, subentrando a Enric Vallès nella vittoria per 1-0 arrivata sullo Skeid. In quella stessa annata, il Sandefjord ha centrato la promozione in Eliteserien.
Il 16 giugno 2020 ha esordito quindi nella massima divisione locale, schierato titolare nella vittoria per 1-2 arrivata sul campo dell'Odd. Il 15 luglio successivo ha trovato il primo gol, che ha sancito il successo per 1-0 sull'Aalesund.
Il 3 febbraio 2021 ha rinnovato il contratto che lo legava al Sandefjord, fino al 31 dicembre 2023. Ha poi saltato quasi l'intera stagione 2022 a causa di un grave infortunio al legamento crociato anteriore e al menisco del ginocchio destro.
Il 28 luglio 2023 è stato ufficializzato il suo passaggio al Lillestrøm, per cui ha firmato un contratto triennale valido a partire dalla stagione 2024. Ha debuttato con la nuova casacca il 16 maggio 2024, subentrando a Eric Kitolano nella vittoria per 1-4 in casa del Viking. Il 27 giugno successivo ha siglato il primo gol, nel successo casalingo per 2-1 arrivato sul KFUM Oslo.

## Statistiche

### Presenze e reti nei club
Statistiche aggiornate al 2 settembre 2024.
| Stagione          | Club              | Campionato        | Campionato | Campionato | Coppe nazionali | Coppe nazionali | Coppe nazionali | Coppe continentali | Coppe continentali | Coppe continentali | Supercoppe | Supercoppe | Supercoppe | Totale | Totale |
| Stagione          | Club              | Comp              | Pres       | Reti       | Comp            | Pres            | Reti            | Comp               | Pres               | Reti               | Comp       | Pres       | Reti       | Pres   | Reti   |
| ----------------- | ----------------- | ----------------- | ---------- | ---------- | --------------- | --------------- | --------------- | ------------------ | ------------------ | ------------------ | ---------- | ---------- | ---------- | ------ | ------ |
| 2014              | Stokke            | 5D                | ?          | ?          | CN              | ?               | ?               | -                  | -                  | -                  | -          | -          | -          | ?      | ?      |
| 2015              | Eik-Tønsberg      | 3D                | 17         | 0          | CN              | 0               | 0               | -                  | -                  | -                  | -          | -          | -          | 17     | 0      |
| gen.-lug. 2016    | Sandefjord        | 1D                | 0          | 0          | CN              | 0               | 0               | -                  | -                  | -                  | -          | -          | -          | 0      | 0      |
| lug.-dic. 2016    | Tønsberg          | 2D                | 6          | 0          | CN              | -               | -               | -                  | -                  | -                  | -          | -          | -          | 6      | 0      |
| gen.-lug. 2017    | Tønsberg          | 3D                | 12         | 0          | CN              | 0               | 0               | -                  | -                  | -                  | -          | -          | -          | 12     | 0      |
| Totale Tønsberg   | Totale Tønsberg   | Totale Tønsberg   | 18         | 0          |                 | 0               | 0               |                    | -                  | -                  |            | -          | -          | 18     | 0      |
| lug.-dic. 2017    | Sandefjord        | ES                | 0          | 0          | CN              | -               | -               | -                  | -                  | -                  | -          | -          | -          | 0      | 0      |
| 2018              | Sandefjord        | ES                | 0          | 0          | CN              | 2               | 1               | -                  | -                  | -                  | -          | -          | -          | 2      | 1      |
| 2019              | Sandefjord        | 1D                | 3          | 0          | CN              | 1               | 0               | -                  | -                  | -                  | -          | -          | -          | 4      | 0      |
| 2020              | Sandefjord        | ES                | 20         | 1          | -               | -               | -               | -                  | -                  | -                  | -          | -          | -          | 20     | 1      |
| 2021              | Sandefjord        | ES                | 28         | 2          | CN              | 1               | 0               | -                  | -                  | -                  | -          | -          | -          | 29     | 2      |
| 2022              | Sandefjord        | ES                | 2          | 0          | CN              | 0               | 0               | -                  | -                  | -                  | -          | -          | -          | 2      | 0      |
| 2023              | Sandefjord        | ES                | 29         | 0          | CN              | 1               | 0               | -                  | -                  | -                  | -          | -          | -          | 30     | 0      |
| Totale Sandefjord | Totale Sandefjord | Totale Sandefjord | 82         | 3          |                 | 5               | 1               |                    | -                  | -                  |            | -          | -          | 88     | 4      |
| 2024              | Lillestrøm        | ES                | 11         | 1          | CN              | 2               | 1               | -                  | -                  | -                  | -          | -          | -          | 13     | 2      |
| Totale            | Totale            | Totale            | 128+       | 4+         |                 | 7+              | 2+              |                    | -                  | -                  |            | -          | -          | 135+   | 6+     |